# Parc olympique de Londres
Le parc olympique de Londres, officiellement baptisé Queen Elizabeth Olympic Park, est un complexe sportif se trouvant à Stratford, dans le borough londonien de Newham, construit pour les Jeux olympiques d'été de 2012.
Ce site est desservi par la station de métro Stratford.

## Conception et construction
La conception du parc olympique de Londres est sous la responsabilité de la London Development Agency (en) qui a choisi la société Aecom pour concevoir ce projet.
Le parc de 250 hectares a été achevé en 2011.
Le plan de départ de l'offre olympique de la ville de Londres était d'avoir quatre arènes dans le parc olympique, mais le programme a été révisé en 2006 et ramené à trois, le volleyball étant déplacé au Earls Court Exhibition Centre. L'arène pour l'escrime a été déplacée au centre d'exposition de Londres (ExCeL London). Les arènes restantes sont l'arène de basket-ball (Basketball Arena) et l'arène de handball (Copper Box). La conception finale du parc a été approuvée par l'autorité olympique et son comité de décisions de planification.
Pour permettre à la phase principale de construction de commencer, 52 pylônes électriques, chacun mesurant jusqu'à 65 mètres de haut, ont dû être enlevés. Les tunnels nécessaires ont été creusés pour passer les câbles sous terre.
Plusieurs entreprises ont été expropriées pour cause d'utilité publique afin d'avoir la surface disponible pour le parc olympique.

## Sites et infrastructures
La plupart des grandes infrastructures sportives sont situées sur le parc olympique:
- Aquatics Centre (natation)
- Basketball Arena (basket-ball)
- Copper Box (handball)
- Riverbank Arena (hockey sur gazon)
- Stade olympique de Londres (athlétisme)
- Vélodrome de Londres (cyclisme sur piste)
- Water Polo Arena (waterpolo)

Le Parc olympique comprend également un village olympique, et la Tour Orbit, sculpture en acier de 115m de haut, symbole des Jeux de 2012.

## Impact et héritage
Le parc olympique sera converti pour un certain nombre d'utilisations après la fin des Jeux olympiques,.
- Le parc olympique sera transformé en un des plus grands parcs urbains créés en Europe dans les 150 dernières années, conçu pour enrichir l'écologie locale, en reconstituant des habitats de marécage et en plantant des espèces indigènes.
- Une nouvelle université sera fondée pour se servir des équipements sportifs et de l'infrastructure de communications de pointe demeurant après les Jeux olympiques, elle se spécialisera dans la science des sports, des médias numériques et des technologies vertes.
- Les équipements de sports seront ouverts à l'usage des clubs et des sociétés de sports locaux.
- Le village olympique sera converti en 3600 appartements dans le cadre du développement du quartier de Stratford.
- Les jardins familiaux seront rétablis.
- Davantage de logements et d'équipements seront construits.
- Le parc est baptisé en l'honneur de la reine Élisabeth II qui a fêté son jubilé de diamant en 2012, peu avant les Jeux olympiques de Londres[7].
- Les ouvrages d'art, soit les 15 ponts et passerelles assurant le cheminements des spectateurs au sein du parc olympique, seront en partie démontées, elles seront donc moins larges à la fin des Jeux paralympiques[8].

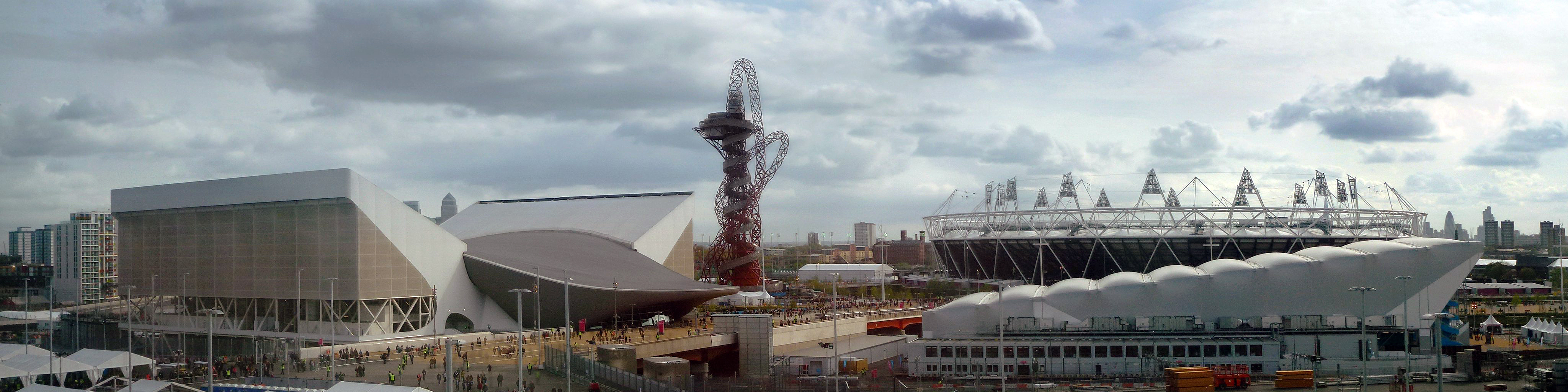